# Вакер-процесс
Ва́кер-проце́сс — разработанный и внедренный в 1960-е годы компаниями Wacker Chemie и Farbwerke Hoechst процесс получения ацетальдегида прямым окислением этилена.
Вакер-процесс быстро вытеснил метод получения ацетальдегида с помощью гидратации ацетилена в присутствии солей ртути (реакцию Кучерова).

## Механизм процесса
Вакер-процесс основан на реакции окисления этилена хлоридом палладия (II):
{\displaystyle {\mathsf {H_{2}C{\text{=}}CH_{2}+PdCl_{2}+H_{2}O\rightarrow CH_{3}CHO+Pd+2HCl}}}
Выделяющийся палладий окисляют введением хлорида меди (II):
{\displaystyle {\mathsf {Pd+2CuCl_{2}\rightarrow PdCl_{2}+2CuCl}}}
Затем, полученный хлорид меди (I) регенерируют путём окисления при помощи кислорода:
{\displaystyle {\mathsf {4CuCl+4HCl+O_{2}\rightarrow 4CuCl_{2}+2H_{2}O}}}
Таким образом, суммарно реакцию можно представить в следующем виде:
{\displaystyle {\mathsf {2H_{2}C{\text{=}}CH_{2}+O_{2}\rightarrow 2CH_{3}CHO}}}
Процесс ведут в титановых реакторах путём жидкофазного окисления этилена кислородом воздуха в растворе, содержащем хлориды меди и палладия.
Механизм Вакер-процесса тщательно изучался. В растворе, содержащем хлориды меди, палладия и соляную кислоту, всегда присутствует некоторое количество тетрахлоропалладата (II). На первой стадии один из атомов хлора в [PdCl4]2- замещается на молекулу этилена, при этом образуется комплекс, аналогичный соли Цейзе. Дальнейший ход процесса предполагает замещение хлора с транс-положении к этилену (вторая стадия), так как этилен обладает более сильным транс-влиянием, чем хлорид. На третьей стадии координированная молекула этилена подвергается атаке молекулы воды, что приводит к образованию оксиэтильной группы, связанной с атомом палладия σ-связью. Внутримолекулярная перегруппировка (четвертая стадия) сопровождается восстановлением палладия и образованием протонированной формы ацетальдегида.